# Petalosarsia declivis
Petalosarsia declivis is een zeekommasoort uit de familie van de Pseudocumatidae. De wetenschappelijke naam van de soort is voor het eerst geldig gepubliceerd in 1865 door Sars.